# Каратыгин, Пётр Андреевич
Пётр Андреевич Караты́гин (1805—1879) — русский актёр и драматург. Сын Андрея Васильевича и Александры Дмитриевны Каратыгиных, брат В. А. Каратыгина, отец Петра Каратыгина.

## Биография
Учился в Петербургской театральной школе, сначала в классе балетмейстера Дидло, затем в драматическом отделении. Артистическую карьеру начал исполнением ролей любовников в драме и комедии (1823), но его влекло к водевилю, которому вскоре он посвятил себя и как писатель. Был занят в комедийных и водевильных ролях: Загорецкий («Горе от ума»), Замухрышкин («Игроки» Н. В. Гоголя), Фон Фонк («Холостяк» И. С. Тургенева). Играл в своих водевилях — Сен-Феликс («Чудак-покойник, или Таинственный ящик»), Клейстер («Булочная») и др. Белинский писал о Каратыгине: «талант односторонний, годный не для многих ролей, но тем не менее весьма замечательный» (Собр. соч., т. VIII, стр. 534). Роль Загорецкого (на первых порах Каратыгин играл в «Горе от ума» Репетилова) создана им ещё в грибоедовское время и послужила началом его успеха.

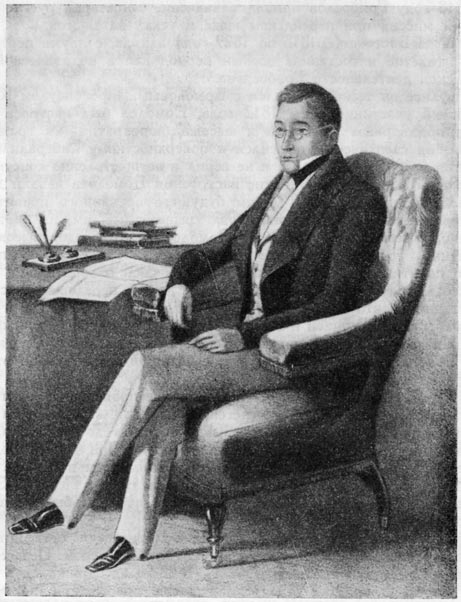
А. С. Грибоедов Акварельный портрет работы П. А. Каратыгина

Немало острот Каратыгина перешло в жаргон петербуржцев. Сохранилось множество анекдотов о его остроумных ответах и экспромтах. С конца 1850-х годов Каратыгин как актёр стушевывается; его симпатии были на стороне традиций классического вкуса, и он недолюбливал бытовой репертуар, отдавая предпочтение Мольеру, Бомарше, Шеридану, Гольдони.
Время заведования Каратыгиным драматическим классом Петербургской театральной школы (1832–1838) было наиболее блистательной эпохой этого учреждения. Каратыгин угадал в юном Мартынове-декораторе будущий талант и перевёл его в драматический класс. Обучал А. М. Максимова, С. Я. Марковецкого, П. К. Громову и других известных в будущем актёров.
С 1872 по 1879 гг. Каратыгин помещал в «Русской старине» интересные и важные для истории театра «Воспоминания» о той поре, в которой жил и действовал. Свои пьесы он предоставлял антрепренёрам даром, отказавшись вступить в общество драматических писателей.
Первая жена — Любовь Осиповна Дюрова (Дюр), вторая жена — Софья Васильевна Биркина. Сын — Пётр Каратыгин.
Был похоронен на Смоленском православном кладбище; в 1936 году останки были перенесены на Тихвинское кладбище — Некрополь мастеров искусств.

## Пьесы
Написал 73 пьесы, в том числе 46 водевилей, большинство из которых — переводы и переделки иностранных пьес и русских повестей.

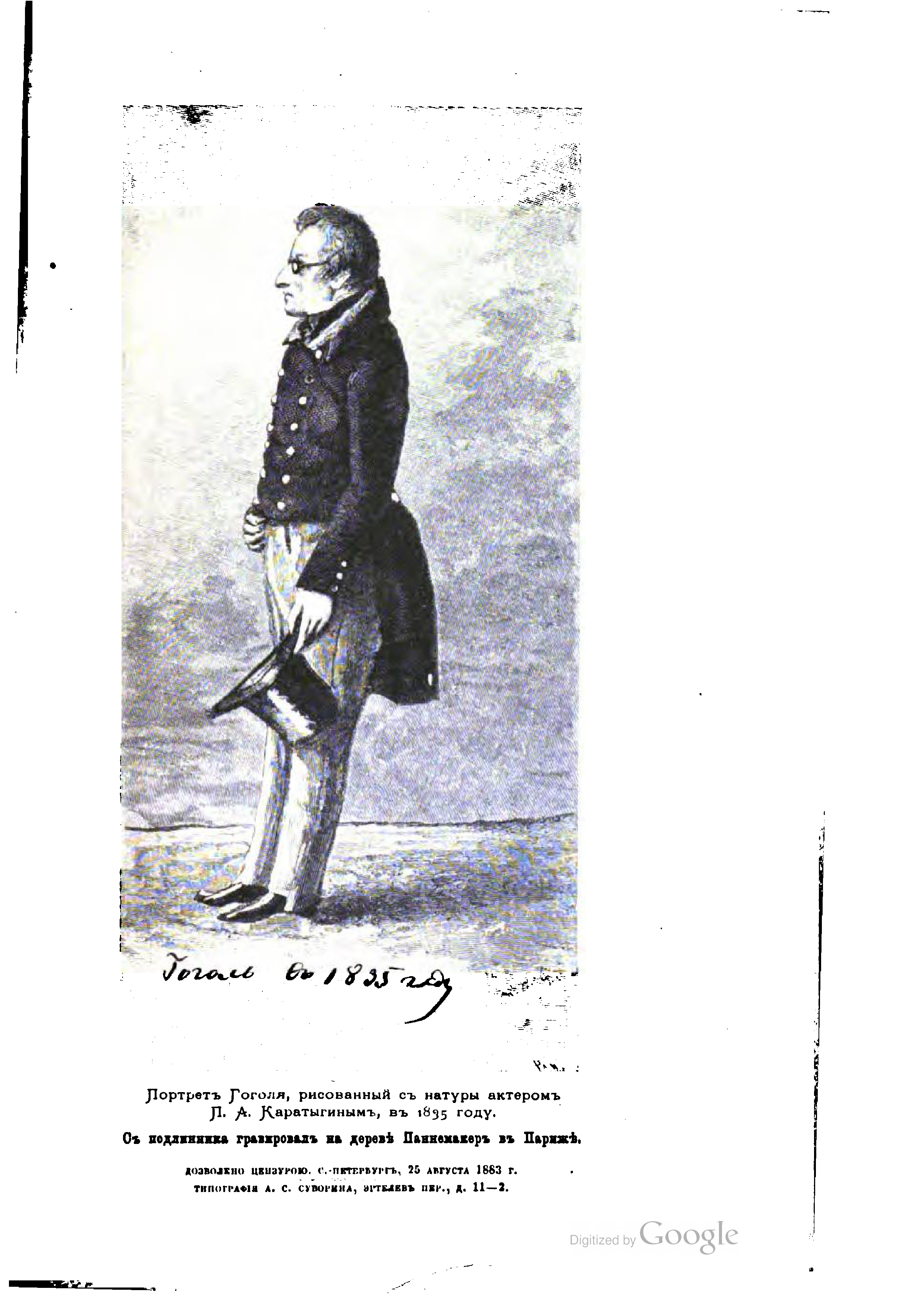
Портрет Гоголя, рисованный с натуры П. А. Каратыгиным в 1835 году

- 1830 — «Знакомые незнакомцы» (первый водевиль)
- «Горе без ума». Водевиль в 1 действии.
- 1830 — «Сентябрьская ночь». Водевиль в 2 отделениях. Сюжет заимствован из повести Марлинского (А. А. Бестужева).
- «Смиренница, или Женщины между собою». Комедия в 1 действии Переделка из французской комической оперы «La jeune prude, ou Les femmes entre elles». Текст Э. Дюпати;
- 1833 — «Дон Ранудо де Калибрадос, или Что и честь, коли нечего есть». Водевиль в 1 действии. Сюжет заимствован из комедии А. Коцебу «Don Ranudo de Colibrados»;
- «Заёмные жёны, или Не знаешь, где найдёшь, где потеряешь» (1834) (Les femmes d’emprunt). Комедия в 1 действии Ш. Варена (Charles Varin) и Деверже (Desvergers, наст. Имя Арман Шапо // Armand Chapeau). Пер. с фр.
- «Молодые ключницы у старых холостяков, или Обочлись в расчете» (Les jeunes bonnes et les vieux garcons). Водевиль в 1 д. Деверже (Desvergers, наст. имя Арман Шапо // Armand Chapeau) и Ш. Варена (Charles Varin). Пер. с фр.
- «Чрезвычайное происшествие, или Лукреция нашего времени» (La grande aventure). Ком.-водевиль в 1 д. Э. Скриба и А.-Ф. Варнера (Antoine-François Varner). Пер. с фр.
- «Жизнь или смерть, или Самоубийцы от любви» (Еtre aime ou mourir!). Ком.-водевиль в 1 д. Э. Скриба и Ф. Дюмануара. Пер. с фр.
- «Мнимая г-жа Мелас, или Fanatico per la musiса». Ориг. шутка-водевиль в 1 д.; «Лорнет, или Правда глаза колет» (Le lorgnon). Фантастический водевиль в 1 д. Э. Скриба. Пер. с фр.
- «Сын природы, или Ученье свет, а неученье тьма». Комический водевиль в 3 действиях. Совместно с П. И. Григорьевым. Сюжет взят из романа Поля де Кока «L’homme de la nature, et l’homme police»
- «Жена и зонтик, или Расстроенный настройщик» (Ma femme et mon parapluie). Водевиль в 1 д. Лоренсена. Пер. с фр.
- «Две женщины против одного мужчины, или Его не проведешь» (Deux femmes contre un homme). Водевиль в 1 д. Ф. Дюмануара и Бренсвика. Пер. с фр.
- «Ночной колокольчик». Водевиль в 1 д. Пер. с фр.
- «Чиновник по особым поручениям». Водевиль в 1 д.
- «Дом на Петербургской стороне, или Искусство не платить за квартиру». (L’art de ne pas payer son terme). Водевиль в 1 д. Перед. с фр. (1838)
- «Ложа 1-го яруса на последний дебют Тальони». Анекдотический водевиль в 2 к. (1838)
- «Ножка» (Les brodequins de Lise). Водевиль в 1 д. Лоренсена, Деверже и Г. Ваэза. Пер. с фр.
- «Приключение на искусственных водах, или Что у кого болит, тот о том и говорит» (Bocquet, pere et fils). Вод. в 2 д. Лоренсена, М.-Мишеля и Э. Лабиша. Перед. с фр.
- «Чудак-покойник, или Таинственный ящик» (Les merluchons, ou Apres deux cents ans). Ком.-вод. в 1 д. М. Теолона, Н. Фурнье и Стефена. Пер. с фр. (1841)
- «Школьный учитель, или Дураков учить, что мертвых лечить» (La maitre d’ecole). Вод. в 1 д. Локруа и О. Анисе-Буржуа. Пер. с фр.
- «Подставной и отставной» (Le plastron). Ком. в 2 д. с куплетами Ксавье (Ж. Сентина),Ф.-А. Дювера и Лозанна. Пер. с фр.
- «Три звездочки, или Урок в любви и астрономии» (Les trois etoiles). Вод. в 1 д. Галеви и Э. Жема. Пер. с фр.
- «Знакомые незнакомцы». Ком.-водевиль в 1 д.
- «Демокрит и Гераклит, или Философы на Песках». Ком.- вод. в 1 д.
- «Первое июля в Петергофе». Шутка-вод. в 1 д.
- «Булочная, или Петербургский немец». Вод. в 1 д. (1843)
- «Авось или сцены в книжной лавке» — шутка-водевиль в одном действии. Представлена первый раз на Александринском театре 7 ноября 1840 г. в пользу актёра г. Каратыгина 2. Напечатана в журнале «Репертуар русского театра» 1841 г. том 1.
- «Генеральша, или Домашние дела» (Les aides-de-camp). Ком. в 1 д. с куплетами Ж. Баяра и Ф. Дюмануара. Перед. с фр.
- «Брюзга, или Максим Петрович Недоволин» (L’humoriste). Ком.-вод. в 1 д. Д.-Ш. Дюпети и Анри. Перед. с фр.
- «Пикник в Токсове, или Петербургские удовольствия» (в Малом театре в Москве пьеса шла под названием «Пикник в Кунцеве, или Московские удовольствия»[7]). Шутка-вод. в 2 к. Сюжет заимств. из рассказа М. И. Воскресенского «Тринадцатый гость».
- «Тамбур-мажор, или Свободен от постоя» (Le tambour-major). Вод. в 1 д. О. Анисе-Буржуа и Э. Бризбарра. Пер. с фр.
- «Нечего делать» (Quand ont n’a rien a faire). Ком. в 2 д. с куплетами Локруа и А. Сея. Пер. с фр.
- «Вицмундир» (1845)
- «Поль и Полина, или Брат за сестру, сестра за брата» (Paul et Pauline). Ком.-вод. в 2 д. Ф.-А. Дювера и Лозанна. Перед. с фр.
- «Дон Кихот Ламанхский, рыцарь печального образа, и Санхо-Панса». Ком.-вод. в 2 д., 5 к., взятая из романа М. Сервантеса
- «Отелло на Песках, или Петербургский араб». Вод. в 1 д.
- «Павел Павлович с супругой». Ком. в 1 д. Перед. ком. А. Коцебу «Die eifersuchtige Frau».
- «Новый Самиель, или Право пожизненного владения». Ком.-вод. в 1 д. Сюжет заимств. из польск. ком. А. Фредро «Dozywocie»;
- «Дагерротип, или Знакомые все лица». Шутка-вод. в 1 д. Совместно с В. А. Соллогубом.
- 1847 — «Натуральная школа» (водевиль)
- «Остриженные львы, или Живые покойники» (Deux lions rapes). Вод. в 1 д. Ж.-Б. Розье и Ш. Варена (Charles Varin). Пер. с фр.
- «Свадебный стол без молодых, или Старая любовь не ржавеет». Вод. в 1 д.
- «Горемычная свадьба, или Возвращение с Нижегородской ярмарки». Интермедия в 1 д. с пением, танцами и плясками
- «Дядюшка на трех ногах, или Хотел солгать, а сказал правду». Ком. в 1 д.
- «Небывалый брак, или Муж холостяк, а жена девица» (Mademoiselle ma femme). Вод. в 1 д. О. Лефрана и Э. Лабиша. Пер. с фр.
- «Коломенский Диоген, или Добрая ложь лучше худой правды» (Le misanthrope et l’auvergnat). Вод. в 1 д. П.-А. Любиза, Э. Лабиша и П. Сиродена. Пер. с фр.
- «Фальшивая тревога, или Не шути огнём — обожжешься» (Il ne faut pas jouer avec le feu). Ком. в 1 д. Кокатрикса. Перед. с фр.
- «Запутанное дело, или С больной головы на здоровую» (Un service a Blanchard). Вод. в 1 д. Э. Моро и А. Делакура. Перед. с фр.
- «Бабушкина внучка» (La joie de la maison). Ком. в 3 д. О. Анисе-Буржуа и Ш.-А. Декурселя. Пер. с фр.
- «Русские святки». Картина старинного быта в 2 отд. с хорами, песнями и плясками
- «Вечный жид в новом роде, или Свадебный бал с препятствиями». Шутка-вод. в 1 д. с танцами. Перед. фр. вод. Л. Клервиля и Ш. Брота;
- «Петербургские дачи». Вод. в 1 д.
- «Женская дружба, или Молодые вдовушки» (L’amitie des femmes). Ком. в 3 д. Э. Мазера. Пер. с фр.
- «Роковой колокольчик». Ком. в 1 д. Перед. с фр.
- «Черное пятно». Ком. в 4 д. Перед. с фр. ком. «Les medecins» Э. Бризбарра и Э. Ню;
- «Добрые люди с изнанки». Ком. в 3 д. Перед. «Les faux bons hommes» Т. Баррьера и Э. Капендю;
- «Дело в трех шляпах» (Les trois chapeaux). Вод. в 2 д. Л. Геннекена. Пер. с фр.
- «Свадебный стол без молодых, или Старая любовь не ржавеет». Ориг. вод. в 1 д.
- «Маменькин сынок». Ком. в 3 д. Перед. ком. «Вebe» Э. Нажака и Л. Геннекена
- 1878 — «Супруги в западне» (Les dominos roses). Ком. в 3 д. А. Делакура и Л. Геннекена. Пер. с фр.
- 1878 — «Козёл отпущения» (последняя пьеса)

### Сочинения П. А. Каратыгина
- Сочинения. — СПб., 1854.
- Сборник театральных пьес… Оригинальные и переводные водевили и комедии. Тт. 1—3. — СПб., 1880.
- Записки. — СПб., 1880.
- Записки. Тт. 1—2. — Л., Academia, 1929—1930.
- Водевили. — М., Гослитиздат, 1937. (Вступительная статья М. Паушкина «Старый русский водевиль и П. А. Каратыгин»).
- Вицмундир. — М., Искусство, 1958
- Записки. — Л., Искусство, 1970.
- Каратыгин П. А. Комедии и водевили / Сост., вступ. ст. и комм. О. В. Мокиной. — СПб.: Чистый лист, 2014.